# (5798) Burnett
(5798) Burnett (1980 RL7) – planetoida z grupy pasa głównego asteroid okrążająca Słońce w ciągu 4,13 lat w średniej odległości 2,57 j.a. Odkryta 13 września 1980 roku.